# Chauvetia brunnea
Chauvetia brunnea is een slakkensoort uit de familie van de Buccinidae. De wetenschappelijke naam van de soort is voor het eerst geldig gepubliceerd in 1804 door Donovan.